# Chamímierpitta
De chamímierpitta (Grallaria alvarezi) is een zangvogel uit de familie Grallariidae (mierpitta's). Deze vogel is pas in 2020 beschreven en genoemd naar de Colombiaanse ornitholoog Mauricio Álvarez Rebolledo.

## Verspreiding en leefgebied
De soort komt voor in westelijk Colombia (noordwestelijk deel van departementen Antioquia en Cauca). Het is een soort die behoort tot het soortencomplex van het taxon muiscamierpitta (G. rufula).